# Harry Ferguson
Pour les articles homonymes, voir Ferguson.
Henry George « Harry » Ferguson (1884-1960) est un ingénieur irlandais et un inventeur qui a joué un rôle important dans le développement de l'agriculture grâce à la construction du premier tracteur équipé d'attelage trois-points pour outil porté et non plus traîné.

Il est né le 4 novembre 1884 dans le comté de Down, en Irlande du Nord, dans une famille de cultivateurs, le quatrième enfant sur onze. La maison familiale était située à Growell près de Dromore. Il est décédé le 25 octobre 1960 à Abbotswold près de Stow-on-the-Wold dans les Cotswolds.
Il avait pourtant quitté l'école à 14 ans pour aider à la ferme. Mais à 18 ans, ayant gagné assez d'argent pour se payer le voyage pour le Canada, il décida de quitter la ferme. Son frère lui proposa alors de le prendre en apprentissage dans son entreprise de cycles et de voitures, à Belfast, où il a pu commencer à montrer ses talents de mécanicien en contribuant au développement de la société de son frère.
Il a, par ailleurs, été le premier Irlandais à avoir construit et fait voler son avion. Il a participé à la mise au point de la première voiture à quatre roues motrices de Formule1, la Ferguson P99.
C'est dans les années 1920 qu'il met au point son attelage trois points sur un tracteur Fordson. Il propose son prototype a David Brown, il fabrique alors le premier tracteur à relevage hydraulique en 1936, le "Ferguson type A" ou "Ferguson Brown". Ce tracteur s'est assez mal vendu car les accessoires qui allaient avec étaient trop chers. Harry Ferguson et David Brown n’étant pas d'accord sur l’évolution du tracteur, Ferguson part aux États-Unis proposer son idée à Henry Ford.
En 1938, il fabrique le modèle Ford 9n, puis le Ford 2n. Ce tracteur fut beaucoup mieux accepté car les agriculteurs américains avaient besoin de se moderniser. Mais à la fin de la guerre, Henry Ford junior ne s'entend pas avec Harry Ferguson et ils se séparent.
En 1945, il s'associe avec la société Standard Hotchkiss pour assembler des tracteurs en France (Marquette-les-Lille et Saint Denis) et en Angleterre (Coventry). Ces tracteurs seront bien sûr équipés du relevage trois points dit "ferguson système". Ce sera la série de tef20 tea20 puis fe30 ff30.
En 1953, Harry Ferguson échange sa société contre un paquet d'actions Massey Harris et donne naissance à Massey Ferguson.